# Station Centro-La Concha
Centro-La Concha is een spoorwegstation in aanbouw, in het district Centro in de Spaanse stad San Sebastian in de autonome gemeenschap Baskenland. Het ligt in een nieuwe tunnel van het spoorwegnet van de spoorwegmaatschappij EuskoTren, tussen de stations Amara en Lugaritz, die het centrum van de stad aan zal sluiten op het netwerk. Het station ligt in de buurt van de baai La Concha en het strand Playa de La Concha.
De aanleg van deze tunnel genoot niet een algemeen maatschappelijk draagvlak en er waren regelmatig protesten tegen de bouw. De opening staat gepland voor 2024. 